# 环绕杂斑螺
环绕杂斑螺（学名：Subzebrinus erraticas）为艾纳螺科杂斑螺属的动物，是中国的特有物种。

## 分佈
分布于四川、金沙江、泯江流域等地，生活环境为陆地，多栖息于高山区山谷丘陵树林下潮湿的草丛中以及道旁岩石上。其生存的海拔范围为1000至2000米。